# Nusplingen
Nusplingen är en kommun (tyska Gemeinde) i Zollernalbkreis i delstaten Baden-Württemberg i Tyskland. Folkmängden uppgår till cirka 1 900 invånare, på en yta av 20,75 kvadratkilometer.
Kommunen ingår i kommunalförbundet Meßstetten tillsammans med staden Meßstetten och kommunnen Obernheim.

## Befolkningsutveckling
| Befolkningsutvecklingen i Nusplingen 1975–2015 | Befolkningsutvecklingen i Nusplingen 1975–2015 | Befolkningsutvecklingen i Nusplingen 1975–2015 | Befolkningsutvecklingen i Nusplingen 1975–2015 | Befolkningsutvecklingen i Nusplingen 1975–2015 |
| ---------------------------------------------- | ---------------------------------------------- | ---------------------------------------------- | ---------------------------------------------- | ---------------------------------------------- |
|                                                |                                                |                                                |                                                |                                                |
| År                                             |                                                |                                                | Folkmängd                                      | Areal (ha)                                     |
| 1975                                           | 1975                                           |                                                | 1 958                                          | 2 075                                          |
| 1980                                           | 1980                                           |                                                | 1 978                                          |                                                |
| 1985                                           | 1985                                           |                                                | 1 880                                          |                                                |
| 1990                                           | 1990                                           |                                                | 1 922                                          |                                                |
| 1995                                           | 1995                                           |                                                | 1 970                                          |                                                |
| 2000                                           | 2000                                           |                                                | 1 911                                          |                                                |
| 2005                                           | 2005                                           |                                                | 1 832                                          |                                                |
| 2010                                           | 2010                                           |                                                | 1 810                                          |                                                |
| 2015                                           | 2015                                           |                                                | 1 750                                          |                                                |
|                                                |                                                |                                                |                                                |                                                |